# Sueli Costa
Sueli Correa Costa (Rio de Janeiro, 25 de julho de 1943 – Rio de Janeiro, 3 de março de 2023) foi uma cantora e compositora brasileira.

## Biografia e carreira
Nascida numa família de músicos, na qual a mãe tocava piano e ministrava aulas de canto coral. Foi nesse ambiente que aprendeu sozinha a tocar violão na adolescência, ao lado dos irmãos (Élcio, Lisieux, Telma e Afrânio) que também musicavam. No melhor estilo bossa nova escreveu aos 18 anos a primeira composição, Balãozinho.

### Anos 1960
Nos anos 1960 iniciou atividades como compositora, enquanto conciliava os estudos na Faculdade de Direito em Juiz de Fora, onde foi criada, até 1969 quando seguiu para o Rio de Janeiro. Neste período, em Juiz de Fora, Sueli Costa compôs e cantou todas as canções da peça "Cancioneiro de Lampião", encenada pelo Grupo Divulgação em 1967. Ela também trabalhou na trilha da peça "Bodas de Sangue", no mesmo ano. Anos de ininterrupta atividade como compositora, músicas gravadas por grandes intérpretes como Nara Leão, participou da trilha sonora de peças infantis, e em festivais, além de ter ministrado aulas de música em colégios cariocas formaram um currículo respeitável.

### Anos 1970
A década de 1970 marcou um grande momento de reconhecimento do talento por parte de intérpretes como Ney Matogrosso, Simone, Cauby Peixoto, Pedro Mariano, Joanna, Fagner, Fafá de Belém, Alaíde Costa, Ângela Rô Rô, Elis Regina, Ivan Lins, Zélia Duncan, Zizi Possi, Agnaldo Rayol, Gal Costa, Wanderléa, Ithamara Koorax, entre outros. O nome de Sueli Costa passou a fazer parte então da elite de compositores da MPB. Com o sucesso batendo à porta, foi contratada pela EMI e gravou o primeiro LP (1975) com produção de Gonzaguinha e arranjos de Paulo Moura e Wagner Tiso. Dois anos depois, veio o segundo LP, (1977), com produção de João Bosco e Aldir Blanc. Os parceiros mais importantes até hoje são, no início, Cacaso e Tite de Lemos; depois apareceram Aldir Blanc, Ana Terra, Paulo César Pinheiro e Abel Silva, com quem consagrou uma dupla de sucesso.  

### Morte
Sueli morreu em 4 de março de 2023, aos 79 anos. A causa da morte não foi divulgada. Foi enterrada no Cemitério de São João Batista, em Botafogo.

### Homenagens Póstumas
Em 2023, o Grupo Divulgação, do qual fez parte na década de 60, remonta o espetáculo "Cancioneiro de Lampião" em sua homenagem. 

## Discografia
| Sueli Costa - 1. Amor amor (Cacaso - Sueli Costa) - 2. Poeira e maresia (Cacaso - Sueli Costa) - 3. Cão sem dono (Paulo César Pinheiro - Sueli Costa) - 4. Doce mentira (Sueli Costa) - 5. Outra canção de amor (Coração cromático) (Tite de Lemos - Sueli Costa) - 6. Guadalupe (Tite de Lemos - Sueli Costa) - 7. As labaredas (Cacaso - Sueli Costa) - 8. Pedra da lua (Cacaso - Toninho Horta) - 9. Falando sério (Cacaso - Sueli Costa) - 10. Acorrentado (Tite de Lemos - Sueli Costa) - 11. Sombra amiga (Tite de Lemos - Sueli Costa) | Vida de artista - 1. Vida de artista (Abel Silva - Sueli Costa) - 2. Medo de amar nº 2 (Tite de Lemos - Sueli Costa) - 3. Movimento da vida (Sueli Costa) - 4. Vento nordeste (Abel Silva - Sueli Costa) - 5. Fruto do mar (Abel Silva - Sueli Costa) - 6. Dorme, meu menino dorme (Sueli Costa - Cecilia Meirelles) - 7. Cordilheiras (Paulo César Pinheiro - Sueli Costa) - 8. Mãos (Aldir Blanc - Sueli Costa) - 9. Bóias de luz (Abel Silva - Sueli Costa) - 10. Aos pedaços (Abel Silva - Sueli Costa) - 11. Maresia (Abel Silva - Sueli Costa) - 12. 4 de dezembro (Sueli Costa) |

| Louça fina - 1. Para os meninos da Nicarágua (Paulo Emílio - Aldir Blanc - Sueli Costa) - 2. Louça fina (Abel Silva - Sueli Costa) - 3. Sabe de mim (Sueli Costa) - 4. Alegria e a dor (Tesouro da juventude) (Abel Silva - Sueli Costa) - 5. Uma vida em segredo (Abel Silva - Sueli Costa) - 6. Esperar eu não sei (Abel Silva - Sueli Costa) - 7. Flecha ligeira (Tite de Lemos - Sueli Costa) - 8. Segredo quebrado (Paulo César Pinheiro - Sueli Costa) - 9. Primeiro jornal (Abel Silva - Sueli Costa) - 10. Altos e baixos (Aldir Blanc - Sueli Costa) - 11. Jura secreta (Abel Silva - Sueli Costa) - 12. O inocente (Tite de Lemos - Sueli Costa) | Íntimo - 1. Amor é outra liberdade (Abel Silva - Sueli Costa) - 2. Escuta moça (Ferreira Gullar - Sueli Costa) - 3. O tempo e o lugar (Fausto Nilo - Sueli Costa) - 4. Capricho (Abel Silva - Sueli Costa) - 5. Íntimo (Abel Silva - Sueli Costa) - 6. Cinema antigo (Cacaso - Sueli Costa) - 7. Mar de Espanha (Capinan - Sueli Costa) - 8. Coração aprendiz (Abel Silva - Sueli Costa) - 9. Vuelve mi luz (Capinan - Sueli Costa) - 10. Duas (Tite de Lemos - Sueli Costa) - 11. Juventude (Abel Silva - Sueli Costa) | Minha arte - 1. Imagens (Sueli Costa/Fausto Nilo) - 2. Minha arte (Sueli Costa/Ana Terra) - 3. Senhora de si ( Sueli Costa/ Cacaso) - 4. Nuvens e cetim (Sueli Costa/Abel Silva) - 5. Canção Brasileira ( Sueli Costa/Abel Silva) - 6. Violão (Sueli Costa/Paulo Cesar Pinheiro) - 7. Jardim (Sueli Costa/Capinan) - 8. Dona doninha (Sueli Costa/Cacaso) - 9. Novo novelo (Sueli Costa/Paulo Cesar Pinheiro) - 10. Todos os lugares (Sueli Costa/ Tite de Lemos) - 11. Insana (Sueli Costa/Ana Terra) - 12. Alma (Sueli Costa/Abel Silva |

## Principais sucessos
- Alma
- Altos e baixos
- Amor amor
- As labaredas
- Canção brasileira
- Cão sem dono
- Cobras e lagartos
- Coração ateu
- Corpo
- Dentro de mim mora um anjo
- Dona Doninha
- Face a face
- Imagens
- Insana
- Jardim
- Jura secreta
- Mar de Espanha
- Medo de amar n°2
- Minha arte
- Mundo delirante
- Nenhuma lágrima
- Novo novelo
- Nuvens e cetim
- O primeiro jornal
- Retrato
- Segue o teu destino
- Senhora de si
- Todos os lugares
- Vento nordeste
- Vinte anos blue
- Violão
- Voz de mulher
- Vuelve mi luz
- 20 Anos Blues